# Sterlitamak

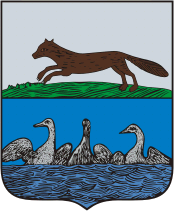
Sterlitamaks vapen.

Sterlitamak (ryska Стерлитамак) är den näst största staden i Basjkirien i Ryssland. Folkmängden uppgick till 278 678 invånare i början av 2015. Staden grundades 1766. 
Sterlitamak var djupt drabbad av den terrorhungernöd 1921-1922 som förorsakats av bolsjevikernas tvångsrekvisitioner av säd till städerna vilket sammanföll med missväxt på sommaren och stark kyla på vintern. En amerikansk hjälporganisation kunde i viss mån lindra hungern men officiella rapporter vilka amerikanerna förfogade över redovisade att cirka 4 045 invånare enbart i Sterlitamak dog mellan 1 december 1921 och 20 januari 1922 av en befolkning på 30 000 personer. Liknande nöd fanns i stora kringliggande  hungerdistrikt som i Ufa, Samara och Orenburg. Hungersnöden åtföljdes av kannibalism, rövarväsen och lynchdomstolar. 